# 29470 Higgs
29470 Higgs este un asteroid din centura principală de asteroizi.

## Descriere
29470 Higgs este un asteroid din centura principală de asteroizi. A fost descoperit pe 26 octombrie 1997 la Colleverde de Vincenzo Silvano Casulli. Asteroidul prezintă o orbită caracterizată de o semiaxă mare de 2,59 ua, o excentricitate de 0,14 și o înclinație de 13,7° în raport cu ecliptica.